# تيبة (خيمة)

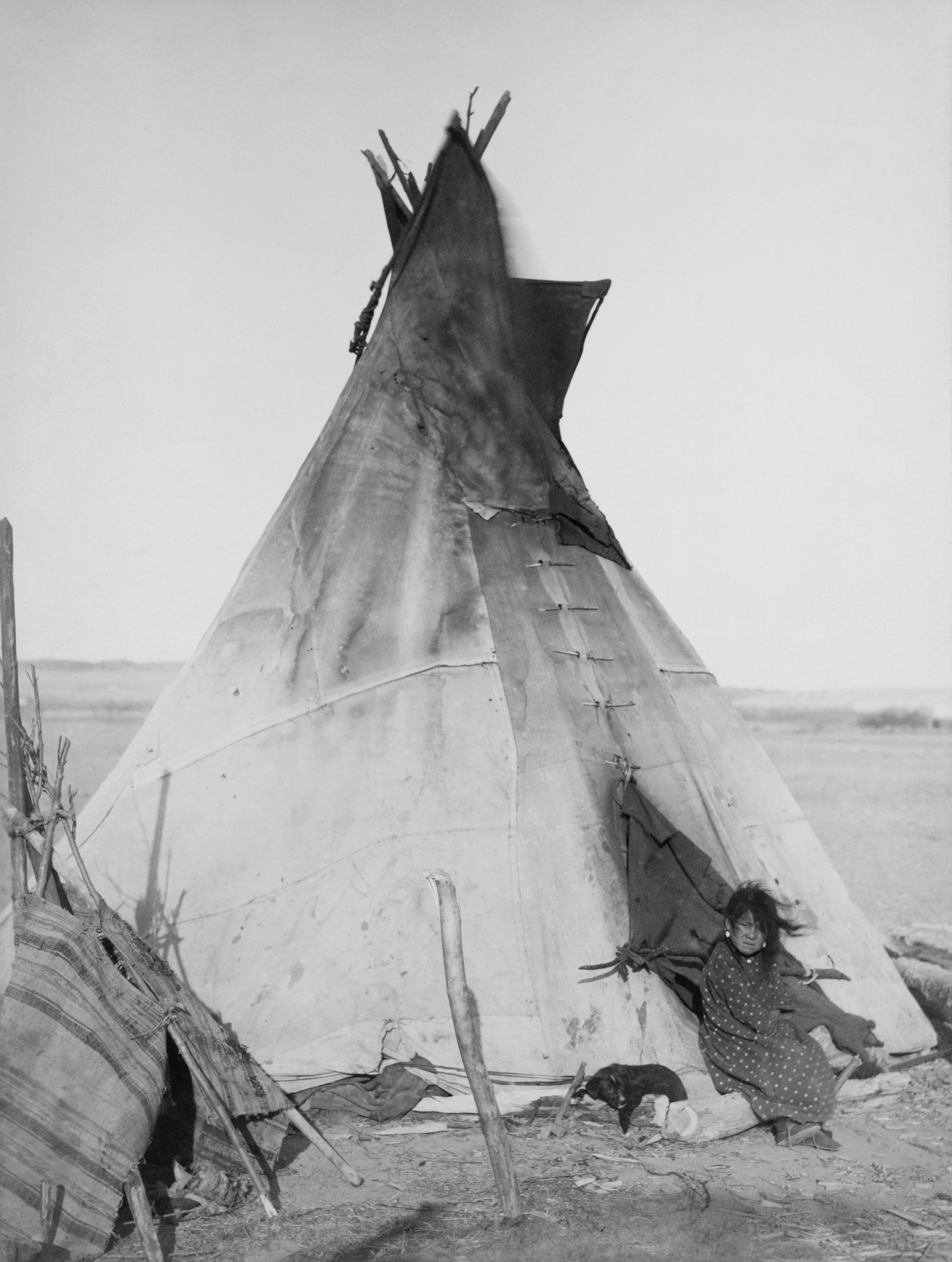
تيبة لقبيلة أوجالالا لاكوتا، 1891

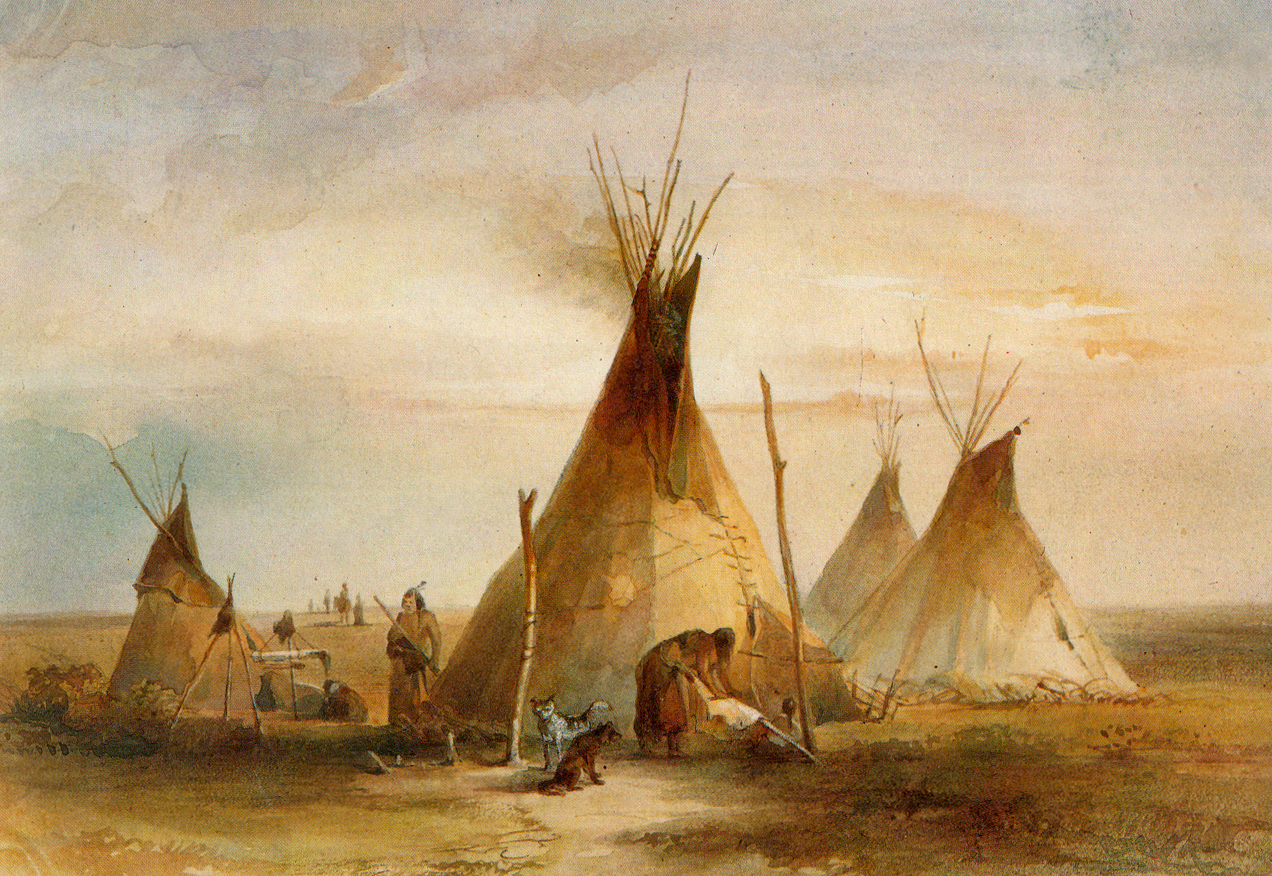
تيبة لقبيلة سايوكس بواسطة الفنان كارل بودمر، 1833

التِيبة هي نوع من خيام الهنود الحمر مخروطية الشكل شاع استخدامها بكثرة لدى قبائل السهول من الهنود الحمر في أمريكا الشمالية. وكانت هذه الخيمة تُصنع بشد جلد الجاموس بحيث يغطي عمود الخيمة. وكانت أعمدة الخيام توضع بحيث يظهر شكل الخيمة على شكل مخروط، وتُعقد أطراف جلد الجاموس في أعلى الأعمدة وتخرج من الغطاء. ويتم عادة فتح فتحتين على شكل أذنين دون قصهما في أعلى الخيمة، بحيث تسمحان بخروج الدخان لدى إشعال النار داخل الخيام. وتُثبت هذه الخيمة بأوتاد تُدق في الأرض حول الطرف السفلي للخيمة. أما واجهة الخيمة فتُشق جزئيًا، ويبقى جزؤها الآخر مغلقًا بقطع من الخشب على شكل دبابيس لتصبح مدخلاً للخيمة.